# موسیقی خاورمیانه
موسیقی خاورمیانه به فرهنگ موسیقی در گستره منطقه خاورمیانه اشاره دارد. پایه‌های اصلی موسیقی خاورمیانه از موسیقی کشورهای عربی، ایران، ترکیه و ارمنستان تشکیل شده است. در ادوار مختلف تاریخ، امپراتوری‌های همانند یونان، ساسانیان و بیزانس در شکل‌گیری موسیقی منطقه خاورمیانه نقشی به‌سزا داشته‌اند.